# NHL 2025/2026
Sezóna 2025/2026 bude 109. sezónou v historii severoamerické a světově nejprestižnější hokejové ligy světa NHL. Základní část začne v říjnu 2025 (konkrétně 7. října) a skončí v dubnu 2026, play-off o Stanley Cup skončí v červnu téhož roku. V únoru 2026 dojde k přerušení sezóny kvůli zimním olympijským hrám v Milánu a Cortině d'Ampezzo.

## Činnost ligy

### Vstupní draft
Draft NHL 2025 se bude konat 27. a 28. června 2025 v Peacock Theater v Los Angeles.